# Morten Bergeton Iversen
Teloch es un músico noruego de black metal conocido por haber sido guitarrista en vivo de Gorgoroth, God Seed y 1349. En la actualidad es el guitarrista de Mayhem.

## Biografía
La carrera musical de Teloch comienza en 1996 cuando fundó la banda Nidingr. Ese mismo año grabaron su primera demo Rehearsal 1996 y en 1999, la segunda, Demo '99.
En 2004 se unió a la banda Orcustus donde coincidió con Infernus, el guitarrista de Gorgoroth, que le ofreció unirse a su banda para realizar las giras por Europa y Sudamérica en octubre y noviembre de ese año.
Al año siguiente, Nidingr publica su primer álbum de estudio, Sorrow Infinite And Darkness.
En 2006 se une, como guitarrista en vivo, a la banda 1349, llegando a actuar con ellos en el prestigioso festival Hole in the Sky (Bergen). 
Al año siguiente dejó 1349 y fue contratado como guitarrista por la banda Gorgoroth que en ese momento se encontraba dividida en dos grupos. Ante la imposibilidad de King ov Hell y Gaahl de trabajar con el nombre Gorgoroth, estos se vieron obligados a cambiar el nombre por God Seed (en marzo de 2009), contando todavía con la ayuda de Teloch como músico de sesión.
En agosto de 2009, el vocalista Gaahl anunció su retirada del black metal, dando por finalizada la corta existencia de la banda. Más tarde, King ov Hell anunció la formación de Ov Hell utilizando las composiciones que se habían grabado para el que sería el álbum debut de God Seed.
Teloch continúa trabajando en Nidingr.

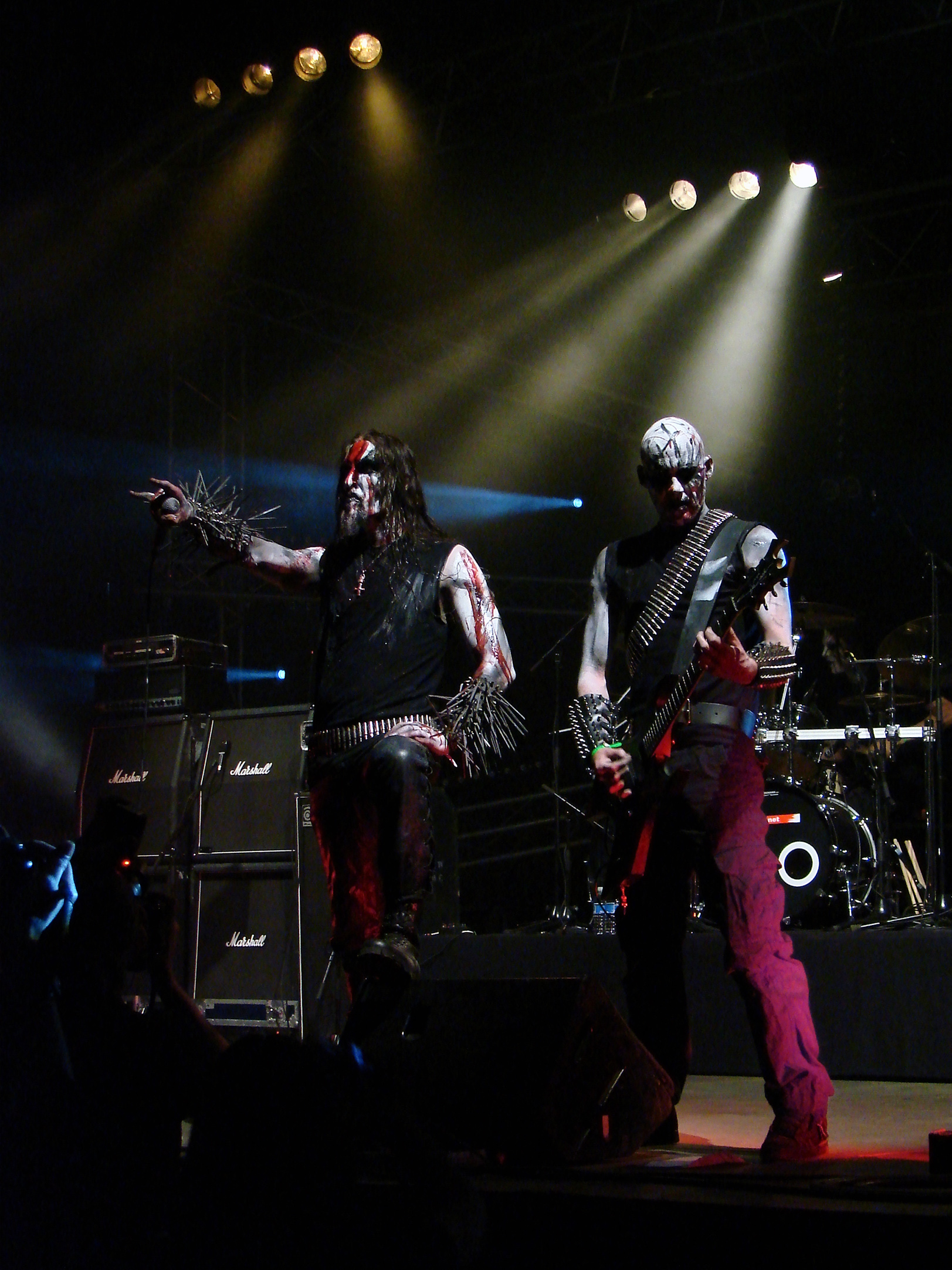
Teloch (der.) con Gaahl actuando en Hellfest 2009 con God Seed.

## Discografía

### Con Orcustus
- Wrathrash EP (2005)
- Orcustus (2009)

### Con Nidingr
- Sorrow Infinite And Darkness (2005)
- Sodomize the Priest (Recopilatorio) (2006)
- Wolf Father (2010)

### Con Mayhem
- Esoteric Warfare (2014)
- Daemon (2019)